# Plathymenia reticulata
Plathymenia reticulata är en ärtväxtart som beskrevs av George Bentham. Plathymenia reticulata ingår i släktet Plathymenia och familjen ärtväxter. Inga underarter finns listade i Catalogue of Life.

## Bildgalleri

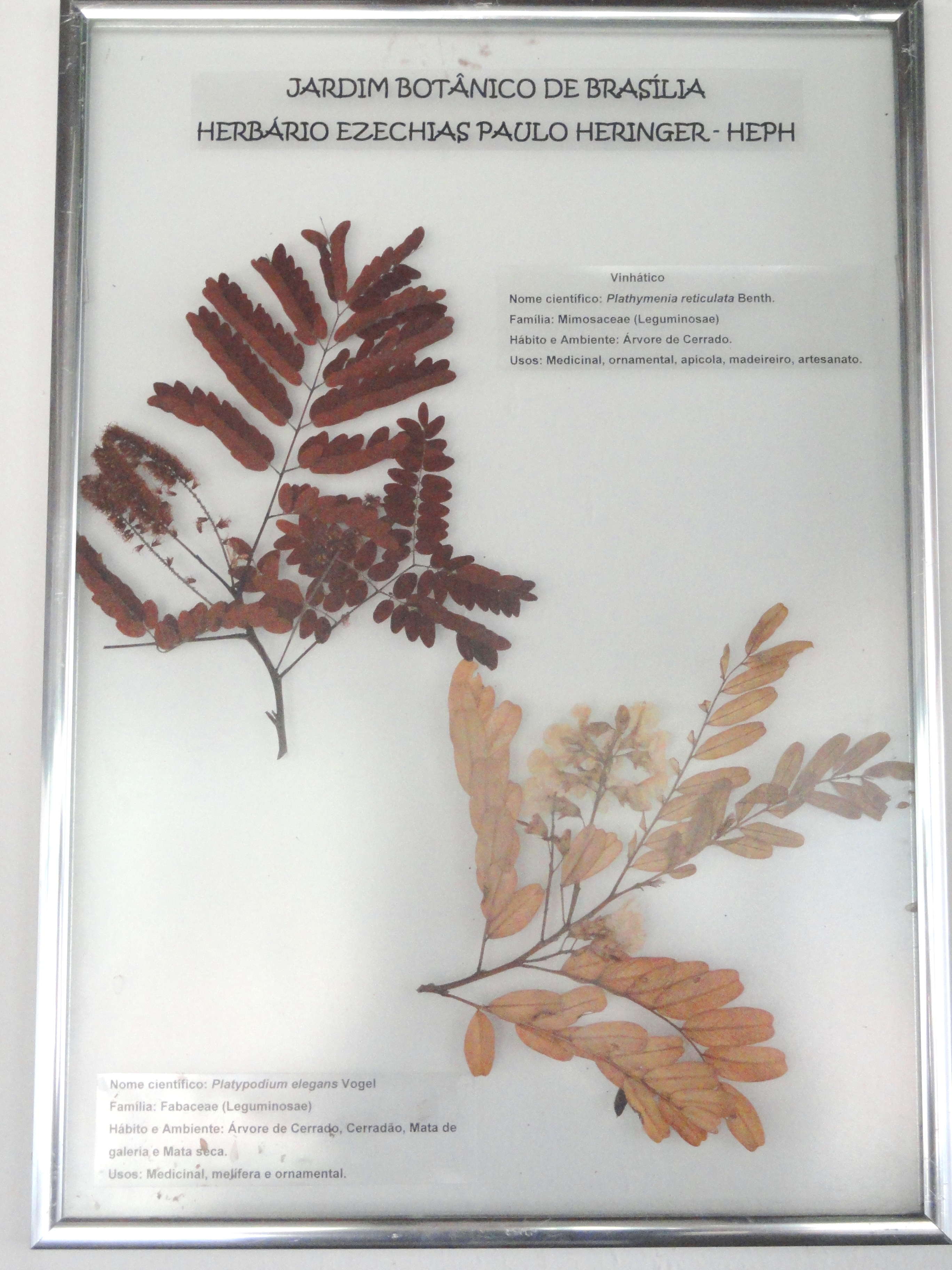
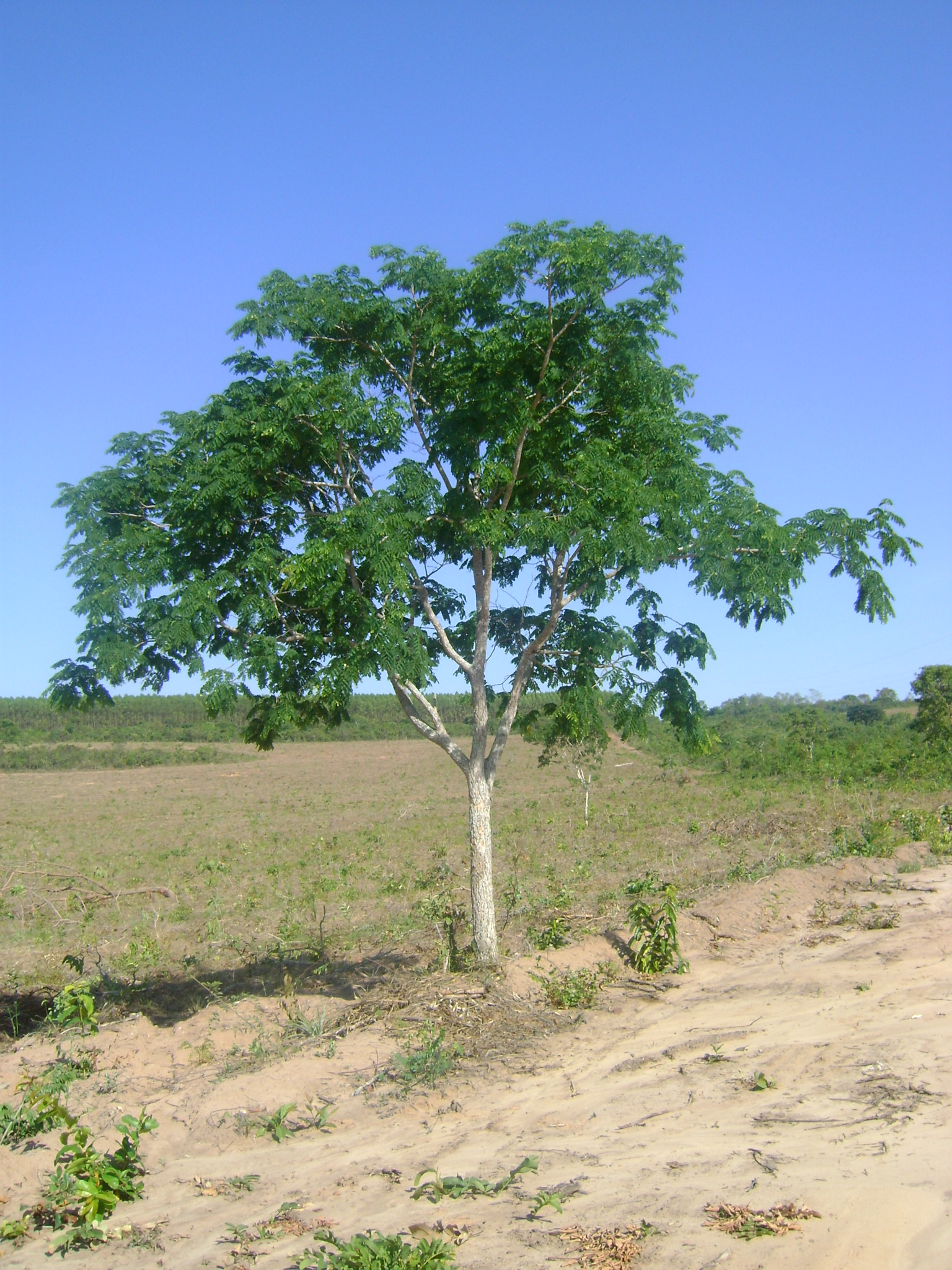
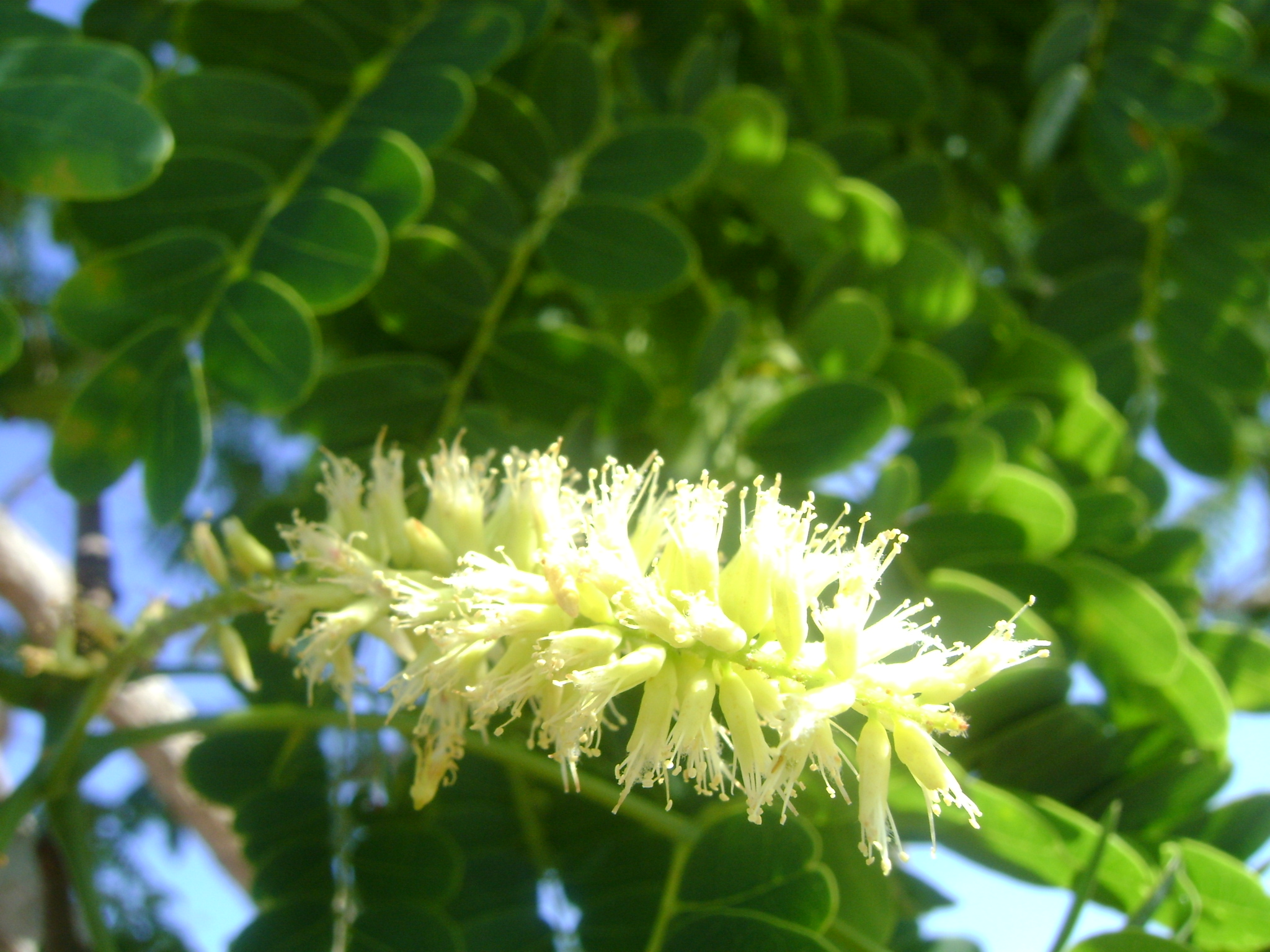